# James Grier Miller
James Grier Miller (* 17. Juli 1916 in Pittsburgh; † 7. November 2002 in La Jolla) war ein US-amerikanischer Biologe und Pionier der Systemwissenschaft. Er begründete die moderne Verwendung des Begriffs behavioral science (Verhaltenswissenschaft), gründete und leitete das multidisziplinäre Mental Health Research Institute an der Universität Michigan und entwickelte die Living Systems Theory.

## Leben
Miller erhielt seinen A.B. summa cum laude im Jahr 1937, einen A.M. in Psychologie im Jahr 1938, einen M.D. cum laude im Jahr 1942 und einen Ph.D. in Psychologie im Jahr 1943, alle von der Harvard University, wo er auch Junior Fellow der Society of Fellows war. Nach dem Militärdienst im Zweiten Weltkrieg diente er als Leiter der neu gegründeten Abteilung für klinische Psychologie in der Zentralstelle der Veteranenverwaltung in Washington.
Nachdem er an der Fakultät in Harvard gedient hatte, nahm er 1948 die Position des Vorsitzenden der Abteilung für Psychologie an der Universität von Chicago an, die er bis 1955 innehatte. Von 1955 bis 1967 leitete er das multidisziplinäre Mental Health Research Institute an der University of Michigan. 1967 verließ er die Universität, um eine Verwaltungslaufbahn einzuschlagen, zunächst als Provost der neu gegründeten Cleveland State University und dann 1973 als Präsident der University of Louisville, von der er 1980 in den Ruhestand ging.
Er war Fellow oder Mitglied zahlreicher wissenschaftlicher und beruflicher Vereinigungen, Präsident der Society for General Systems Research (SGSR) und trat damit die Nachfolge von Margaret Mead im Jahr 1973 an. Er war einer der Gründer und der erste Leiter von EDUCOM (dem Interuniversity Communications Council). Außerdem war er Fellow des International Institute for Applied Systems Analysis (IIASA) in Wien. Mehr als 30 Jahre lang war Miller Herausgeber der Zeitschrift Behavioral Science.

## Veröffentlichungen (Auswahl)
Miller hat neun Bücher geschrieben oder mitverfasst und mehr als 100 wissenschaftliche Artikel veröffentlicht.
- Unconsciousness. John Wiley & Sons, New York 1942
- OSS Assessment Staff. Assessment of men. Rinehart & Company, New York 1948
- Experiments in social process. Mc Graw-Hill, New York 1950
- The pharmacology and clinical usefulness of carisoprodol. Wayne State University Press, Detroit 1959
- mit L. Uhr: Drugs and behavior. John Wiley & Sons, New York 1960
- Living systems. Mc Graw-Hill, New York 1978
- mit G. A. Swanson: Measurement and interpretations in accounting: a living systems theory approach. Quorum Books, New York 1989